# Сойерс, Джазмин
Джазмин Сойерс (англ. Jazmin Sawyers; род. 21 мая 1994, Сток-он-Трент, Великобритания) — британская легкоатлетка, специализирующаяся в прыжке в длину. Серебряный призёр чемпионата Европы 2016 года. Серебряный призёр зимних юношеских Олимпийских игр 2012 года в бобслее. Двукратная чемпионка Великобритании. Финалистка летних Олимпийских игр 2016 года.

## Биография
С четырёх лет занималась спортивной гимнастикой, однако в начальной школе ей понравилось быстро бегать и прыгать в длину, и она убедила родителей сменить вид спорта. В десять лет она впервые оказалась в легкоатлетическом клубе в родном Сток-он-Тренте. На соревнованиях выступала в прыжках в длину и высоту, беге с барьерами, выигрывала чемпионат Англии среди школьников в семиборье.
В 2010 году Федерация бобслея Великобритании искала девушек для участия в первых зимних юношеских Олимпийских играх, которые должны были состояться через два года в австрийском Инсбруке. Джазмин согласилась попробовать свои силы в новом виде спорта и на протяжении следующих зимних сезонов готовилась к старту. На Игры она поехала в качестве разгоняющего в двухместном экипаже пилота Мики Макнил. По итогам двух попыток девушки уступили только команде из Нидерландов и выиграли серебряные медали.
Ещё до этого олимпийского успеха Сойерс дебютировала на международных соревнованиях на юношеском чемпионате мира по лёгкой атлетике 2011 года, где заняла девятое место в семиборье.
Тренировки в бобслее имели силовую и скоростно-силовую направленность, поэтому в летнем сезоне 2012 года Джазмин отошла от семиборья в пользу прыжка в длину, где могла бы пригодиться база, заложенная зимой. На взрослом чемпионате страны она заняла третье место, а затем выиграла бронзовую медаль на чемпионате мира среди юниоров с личным рекордом 6,67 м.
На юниорском первенстве Европы 2013 года стала серебряным призёром. В 2014 году представляла сборную Англии на Играх Содружества, где проиграла только нигерийке Эсе Бруме и вновь завоевала серебро.
Заняла второе место на чемпионате Европы среди молодёжи в 2015 году, установив новый личный рекорд 6,71 м.
В 2016 году стала чемпионкой страны как в помещении, так и на стадионе. Завоевала серебряную медаль на чемпионате Европы, где с помощью сильного попутного ветра прыгнула на 6,86 м. На Олимпийских играх в Рио-де-Жанейро преодолела квалификацию и заняла восьмое место в финале.
С октября 2016 года является участницей британской адаптации вокального телевизионного шоу «Голос».
16 марта 2018 года приняла участие в записи сингла Jerusalem, посвящённого играм содружества 2018 года.

## Основные результаты

### Бобслей
| Год  | Турнир                     | Место проведения | Дисциплина | Место |
| ---- | -------------------------- | ---------------- | ---------- | ----- |
| 2012 | Юношеские Олимпийские игры | Инсбрук, Австрия | двойки     | 2-е   |

### Лёгкая атлетика
| Год  | Турнир                          | Место проведения         | Дисциплина | Место | Результат         |
| ---- | ------------------------------- | ------------------------ | ---------- | ----- | ----------------- |
| 2011 | Чемпионат мира среди юношей     | Лилль, Франция           | семиборье  | 9-е   | 5296              |
| 2012 | Чемпионат мира среди юниоров    | Барселона, Испания       | длина      | 3-е   | 6,67 м            |
| 2013 | Чемпионат Европы среди юниоров  | Риети, Италия            | длина      | 2-е   | 6,63 м            |
| 2014 | Командный чемпионат Европы      | Брауншвейг, Германия     | длина      | 9-е   | 6,27 м            |
| 2014 | Игры Содружества                | Глазго, Великобритания   | длина      | 2-е   | 6,54 м            |
| 2015 | Командный чемпионат Европы      | Чебоксары, Россия        | длина      | 6-е   | 6,39 м            |
| 2015 | Чемпионат Европы среди молодёжи | Таллин, Эстония          | длина      | 2-е   | 6,71 м            |
| 2016 | Чемпионат мира в помещении      | Портленд, США            | длина      | 13-е  | 6,31 м            |
| 2016 | Чемпионат Европы                | Амстердам, Нидерланды    | длина      | 2-е   | 6,86 м (+2,8 м/с) |
| 2016 | Олимпийские игры                | Рио-де-Жанейро, Бразилия | длина      | 8-е   | 6,69 м            |